# West Point, Kentucky
West Point är en ort i Hardin County i delstaten Kentucky, USA.